# Réduction de Bouveault et Blanc
La réduction de Bouveault et Blanc (ou réaction de Bouveault et Blanc) est une réaction chimique au cours de laquelle un composé carbonylé ou un ester est réduit en alcool par du sodium métallique dans un solvant protique, généralement de l'éthanol.

## Historique
Cette réaction est nommée d'après Louis Bouveault et Gustave Blanc qui l'ont décrite en 1903. Seule méthode de préparation des alcools primaires à partir des acides correspondants, elle a été supplantée par la réduction par les hydrures dès leur découverte.

## Mécanisme
La réaction passe par une succession de transferts monoélectroniques du sodium vers le substrat. L'éthanol joue le rôle de donneur de protons, ce qui empêche le système d'évoluer vers le produit de la condensation acyloïne.
La nécessité de disposer de sodium métallique dissous dans l'éthanol et non d'éthanolate de sodium impose la dissolution du métal au cours de la réaction.